# 台灣三花棉製業
台灣三花棉製業股份有限公司，簡稱三花棉業（Sun Flower），是一家以生產襪子、平口褲、內衣為主要業務的紡織業者。該公司由施純鎰創辦於1969年，其總部位於臺灣新北市三重區。已轉為集團式經營，以三花集團為整合統稱，關係企業包含有:三花生活館、三花樂齡館、三花加油站、三花日式料理，另有主掌公益活動的:三花基金會、闡述襪業歷史的三花博覽館。

## 歷史
施純鎰自十四歲開始在臺灣地區各地經營毛巾、襪子批發生意，並由此創辦三花棉業。
1969年，三花棉業以三朵花作為商標，正式宣告成立並開始生產棉襪。
1983年，三花棉業與梶井株式會社技術合作，推出臺灣地區第一雙抗菌防臭棉襪。
2007年，三花棉業成立「三花棉業公益教育基金會」，施純鎰兼任董事長。
2013年，三花棉業獲得第十屆國家品牌玉山獎「最佳人氣品牌類」。

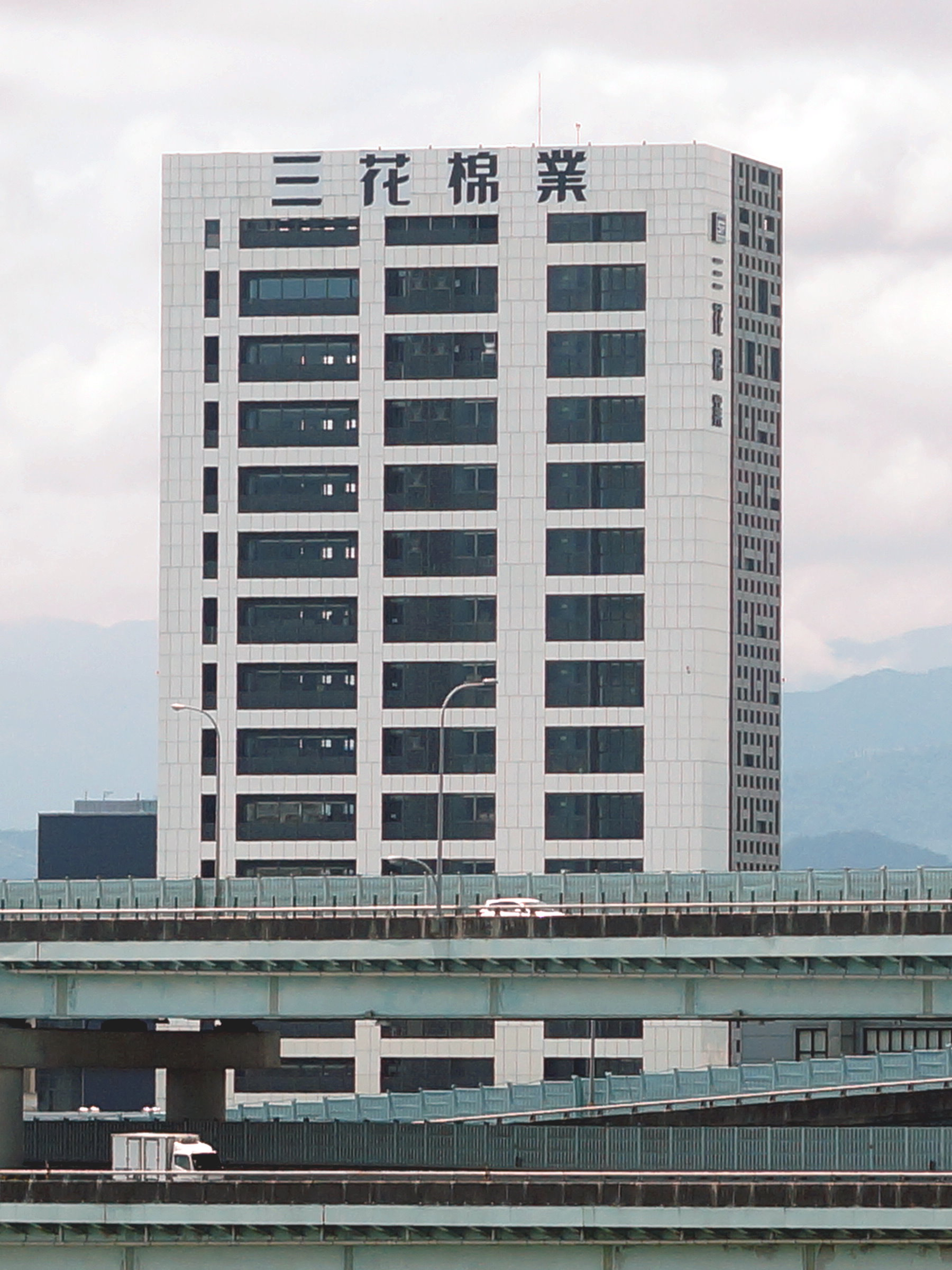
三花棉業總部大樓

2015年，三花棉業總部大樓於新北市三重區新北大道動工興建，前中華民國副總統蕭萬長到場祝賀。
2020年，三花集團正式進駐新北大道二段三花棉業總部大樓

## 廣告
- 三花棉業在廣告中宣稱施純鎰總是兩腳穿著其生產之不同款式的襪子。[6]

## 相關著作
| 年份   | 書名                                     | 作者   | 出版社   | ISBN               |
| ------ | ---------------------------------------- | ------ | -------- | ------------------ |
| 2008年 | 《踏實：從冰棒小販到橫跨國際的三花棉業》 | 施純鎰 | 高寶書版 | ISBN 9789861852201 |

## 外部連結
- 三花集團官方網站 （页面存档备份，存于）
- SF 三花棉業 sunflower官方網站（页面存档备份，存于）
- 三花棉業 SunFlower的Facebook專頁
- 三花棉業的X（前Twitter）
- 三花棉業 SunFlower的Instagram帳戶
- YouTube上的Sun Flower三花棉業頻道
- 財團法人三花棉業公益教育基金會官方網站 （页面存档备份，存于）
- 台灣公司資料 （页面存档备份，存于）